# Geronimo (Texas)
Geronimo é uma Região censo-designada localizada no estado norte-americano do Texas, no Condado de Guadalupe.

## Demografia
Segundo o censo norte-americano de 2000, a sua população era de 619 habitantes.

## Geografia
De acordo com o United States Census Bureau tem uma área de
23,8 km², dos quais 23,8 km² cobertos por terra e 0,0 km² cobertos por água. Geronimo localiza-se a aproximadamente 156 m acima do nível do mar.

## Localidades na vizinhança
O diagrama seguinte representa as localidades num raio de 20 km ao redor de Geronimo.